# HKND Group
Hong Kong Nicaragua Canal Development más conocida por sus siglas HKND Group fue una empresa de China especializada en construcción e infraestructura. Tiene su sede en Hong Kong, China.
Esta empresa fue dirigida por el empresario e inversionista Wang Jing.
El 13 de junio de 2013, la Asamblea Nacional de Nicaragua aprobó la Ley #840 (“Ley Especial para el Desarrollo de Infraestructura y Transporte Nicaragüense Atingente a El Canal, Zonas de Libre Comercio e Infraestructuras Asociadas”). Otorgó formalmente a HKND Group el derecho exclusivo para planificar, diseñar, construir, y posteriormente, operar y administrar el Gran Canal de Nicaragua y otros posibles proyectos por un periodo de 50 años, con una posible ampliación de 50 años más.
HKND Group estuvo dispuesto a construir el gran Canal de Nicaragua, megaproyecto que llegaría a costar unos 50 000 millones de dólares. sin embargo problemas financieros y la falta de apoyo de República Popular China causó diversas conjeturas respecto al futuro del proyecto, la mayoría de las obras están detenidas indefinidamente.